# Cobertura de Wikipedia sobre la muerte

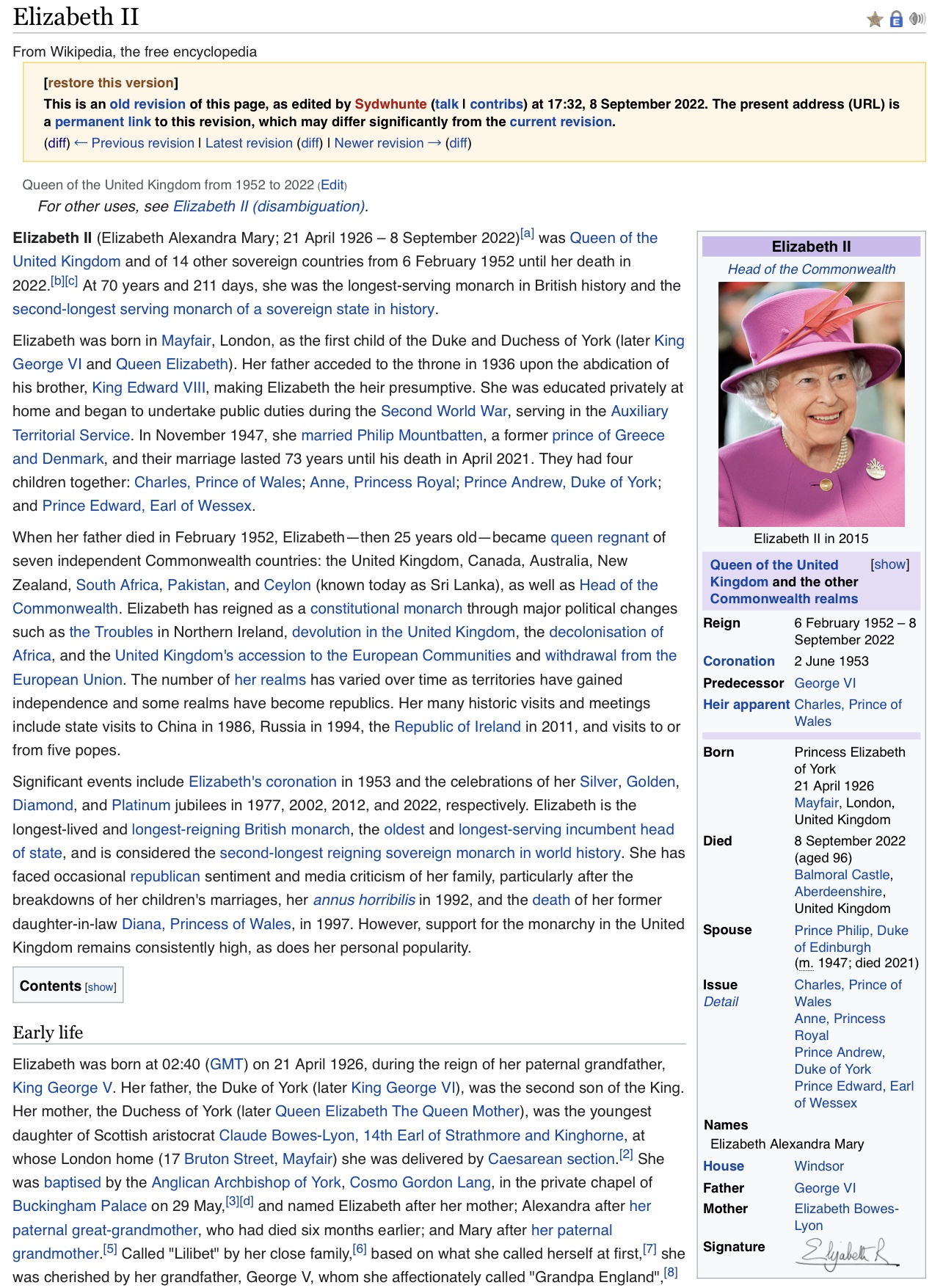
El usuario Sydwhunte fue el primero en actualizar el artículo en la Wikipedia en inglés de Isabel II tras su muerte.

Los editores de la enciclopedia en línea Wikipedia tienden a actualizar los artículos de Wikipedia con información sobre las muertes rápidamente después de que las personas mueren. El desarrollador web y editor de Wikipedia, Hay Kranen, acuñó el término «deaditor» (traducible como «muerteditor») para referirse a estos editores. Los artículos sobre personas suelen tener grandes picos de visualizaciones justo después de su muerte. Por ejemplo, el artículo sobre la diseñadora Kate Spade obtuvo un promedio de 2117 visitas en períodos de 48 horas antes de su muerte. En las 48 horas posteriores a su muerte, obtuvo 3 417 416, un aumento del 161.427%.
Los medios han destacado las rápidas actualizaciones del sitio después de la muerte de personas como Michael Jackson, Isabel II, y Henry Kissinger.
En enero de 2009, en respuesta a informes de muerte falsos en los artículos de Wikipedia en inglés sobre Robert Byrd y Edward Kennedy, el cofundador del sitio, Jimmy Wales, propuso que las páginas se moderen utilizando revisiones marcadas, una forma de protección bajo la cual ciertas revisiones de una página protegida deben ser aceptadas por un editor experimentado antes de ser visibles para los lectores. La función, conocida como pending changes («cambios pendientes») en la Wikipedia en inglés, se implementó por primera vez en 2010, aunque en 2021 no se usaba ampliamente en biografías de personas vivas y no se mantenía.
Cuando un sujeto de una biografía muere a causa de una enfermedad, también se puede describir su evolución.